# Teleférico de Medellín
Die Teleférico de Medellín (deutsch Seilbahn von Medellín), vermarktet unter dem Namen Metrocable de Medellín, ist das aktuell größte System von Luftseilbahnen weltweit und wird als wichtiger Teil des öffentlichen Personennahverkehrs in der zweitgrößten kolumbianischen Stadt Medellín und ihren Vororten betrieben. Sie erleichtern die Überwindung der steilen Hänge, auf denen die Stadt sich ausgeweitet hat und ergänzen die aus zwei Linien bestehende Metro de Medellín. Derzeit existieren sechs Gondelbahnen, insgesamt werden 20 Haltestellen auf fast 15 Kilometern Strecke bedient.

## Geschichte
Die Seilbahnen sind ein Transportmittel, die auf die spezielle geomorphologische Situation in der Region Medellín wie zugeschnitten sind: sie verbinden auf kurzem Wege die im Tal des Río Medellín liegenden Stadtteile mit anderen, auf den Höhen gelegenen Stadtteilen.
Im Jahr 1999 begann die Empresa de Transporte Masivo del Valle de Aburrá Ltda. (kurz ETMVA, deutsch Massentransportgesellschaft des Aburrá-Tals Ltda.) in ihrem strategischen Unternehmensplan mit den ersten technischen und finanziellen Machbarkeitsstudien für in das U-Bahn-System integrierte Verkehrskorridore mittlerer Kapazität, einschließlich einer Quelle-Ziel-Studie. Mit der Vorlage des Raumordnungsplans der Stadt Medellín, der im selben Jahr mit der kommunalen Vereinbarung Nr. 62 genehmigt wurde, mit dem Ziel, „[...] die Nutzung der U-Bahn zu optimieren und sie um ein System mittlerer Kapazität aus Oberleitungsbussen, Gelenkbussen oder anderen ähnlichen Typen entlang einiger der wichtigsten strukturierenden Straßenachsen der Stadt zu erweitern.“
Mit diesen Informationen wurde ein vorläufiges Dokument mit dem Titel Metroplús, segunda fase del Metro de Medellín (Metroplús, zweite Phase der Metro Medellín) erstellt, das die folgenden zu entwickelnden Nahverkehrskorridore umfasste:
- Ein Korridor entlang der 107. Straße, der die Station Acevedo über eine Seilbahn mit dem Viertel Santo Domingo Savio verbindet.
- Ein Korridor entlang der Carreras 45 und 46, der die Station Hospital mit dem Viertel Aranjuez verbindet.
- Ein Korridor entlang der 30. Straße, der die Station Industriales mit der Universität verbindet.
- Eine Ringstrecke im Zentrum, die die Bahnhöfe Prado, Cisneros und Alpujarra verbindet.

Im Jahr 2000 wurden Vormachbarkeitsstudien zu den Korridoren durchgeführt, der Entwicklungsplan 2001–2003 Medellín Competitiva des Bürgermeisters Luis Pérez Gutiérrez umfasste diese Korridore, von denen das Projekt entlang der 107. Straße für eine erste Umsetzung ausgewählt wurde. Die ETMVA begann den Planungsprozess, mit dem der Bau des ersten integrierten Massentransportsystems vom Typ Gondelbahn der Welt entwickelt wurde.
Der Auftrag für diese 2,1 Kilometer lange Strecke, die offiziell als Línea K bezeichnet wird, ging im Februar 2003 an ein Konsortium aus dem französischen Seilbahnbauer POMA sowie den einheimischen Baufirmen Conconcreto S.A. und Termotécnica Coindustrial S.A. Die Kosten des Projektes betrugen 23 Millionen US-Dollar, umgerechnet etwa 21,4 Millionen Euro, die zu 55 Prozent vom Bürgermeisteramt von Medellín und zu 45 Prozent von der Empresa de Transporte Masivo de Medellín Ltda., der Metro von Medellín, getragen wurden. Die Bauarbeiten begannen im April des Jahres und nach 16 Monaten wurde am 30. Juli 2004 mit Präsident Manuel Uribe die Jungfernfahrt durchgeführt. Diese endete an Seilbahnstütze 4, weil sich ein Drachen im Zugseil verfangen hatte. Nach kurzer Unterbrechung konnte die Fahrt erfolgreich beendet werden. Nach der Einweisungsphase wurde am 7. August 2004 der kommerzielle Betrieb von Acevedo über Andalucía und Popular nach Santo Domingo Savio eröffnet.

## Strecken
Die Seilbahnen liegen über das Stadtgebiet verteilt: die Línea K als älteste Strecke liegt im Norden, wo sich auch die Línea L und P befinden. Die Línea J ist im Westen, während Línea H und Línea M östlich des Stadtzentrums die Hänge hinauf führen. In chronologischer Reihenfolge sind dies:
| Linie  | Strecke (Talstation ↔ Bergstation) | Eröffnung         | Anzahl Stationen | Länge   | Höhen- unterschied | Maximale Neigung | Mittlere Geschwindigkeit | Fahrzeit | Anzahl Kabinen | Pax je Kabine | Kapazität  |
| ------ | ---------------------------------- | ----------------- | ---------------- | ------- | ------------------ | ---------------- | ------------------------ | -------- | -------------- | ------------- | ---------- |
|        | Avodeco ↔ Santo Domingo Savio      | 7. August 2004    | 04               | 02,1 km | 399 m              | 49 %             | 5,0 m/s                  |          | 093            |               | 3000 pax/h |
|        | San Javier ↔ La Aurora             | 3. März 2008      | 04               | 02,7 km | 321 m              | 73 %             | 5,0 m/s                  |          | 118            |               | 3000 pax/h |
|        | Santo Domingo Savio ↔ Arví         | 9. Februar 2010   | 02               | 04,6 km | 822 m              | 58 %             | 5,8 m/s                  |          | 055            |               | 1200 pax/h |
|        | Oriente ↔ Villa Sierra             | 27. Dezember 2016 | 03               | 01,4 km | 197 m              | 14 % (im Mittel) | 5,0 m/s                  |          | 044            |               | 1800 pax/h |
|        | Miraflores ↔ Trece de Noviembre    | 28. Februar 2019  | 03               | 01,1 km | 295 m              |                  | 5,0 m/s                  |          | 049            |               | 2500 pax/h |
|        | Acevedo ↔ El Progreso              | 10. Juni 2021     | 04               | 02,7 km |                    |                  |                          |          | 137            |               | 4000 pax/h |
| Gesamt | Gesamt                             | Gesamt            | 20               | 14,6 km |                    |                  |                          |          |                |               |            |

## Technik
Alle Gondelbahnen sind Umlaufseilbahnen.

## Betrieb
Die Betriebszeiten sind:
| Linie | Montag     | Dienstag   | Mittwoch–Samstag | Sonn- und Feiertag |
| ----- | ---------- | ---------- | ---------------- | ------------------ |
|       | 4:30–23:00 | 4:30–23:00 | 4:30–23:00       | 8:30–22:00         |
|       | 4:30–23:00 | 4:30–23:00 | 4:30–23:00       | 9:00–22:00         |
|       | 9:00–18:00 | –          | 9:00–18:00       | 8:30–18:00         |

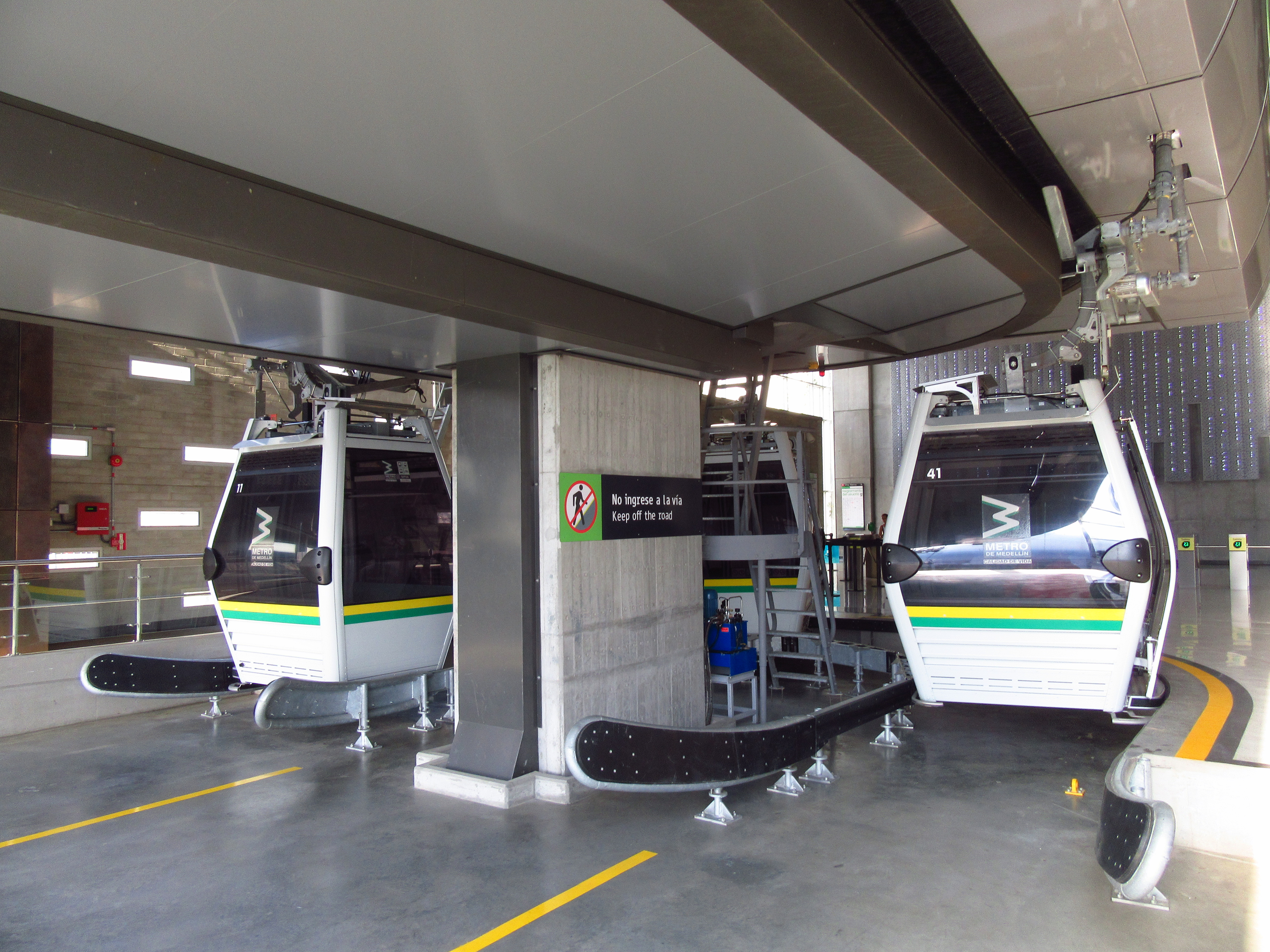
Station Villa Sierra der Línea H (2018)

Das Tarifsystem ist kompliziert, da für jede Form von Kombination unterschiedlicher Verkehrsmittel andere Preise aufgerufen werden, wobei die Seilbahn nach Arví (Línea L) als überwiegend touristisch genutzte Strecke eine eigene Preisstruktur hat. Aktuell kostet die einfachste Kombikarte Tarifas Metro de Medellín para las Integraciones 1 a la 4  für eine Fahrt mit Seilbahn, Metro, Straßenbahn und Bus 3.430 Pesos (COP), umgerechnet 0,71 EUR. Für die Fahrt nach Arví werden für Einheimische 3.500 COP bzw. 0,73 EUR, für Menschen aus anderen Teilen Kolumbiens fast drei Mal so viel, nämlich 10.950 COP bzw. 2,28 EUR, und für Ausländische sogar 24.500 COP bzw. 5,10 EUR aufgerufen (Preis- und Umrechnungsstand 27. April 2025).